# Балка Очеретна
Балка Очеретна — балка (річка) в Україні у Охтирському районі Сумської області. Ліва притока річки Буймера (басейн Дніпра).

## Опис
Довжина балки приблизно 4,10 км, найкоротша відстань між витоком і гирлом — 3,85  км, коефіцієнт звивистості річки — 1,06 . Формується декількома струмками та загатами.

## Розташування
Бере початок на південно-західній стороні від села Лучка у дубовому лісі. Тече переважно на південний захід через село Мащанка і впадає у річку Буймер, ліву притоку річки Олешні.